# Brax (Górna Garonna)
Brax – miejscowość i gmina we Francji, w regionie Oksytania, w departamencie Górna Garonna.
Według danych na rok 1990 gminę zamieszkiwało 1358 osób, a gęstość zaludnienia wynosiła 307 osób/km² (wśród 3020 gmin regionu Midi-Pireneje Brax plasuje się na 260. miejscu pod względem liczby ludności, natomiast pod względem powierzchni na miejscu 1537.).

## Zabytki

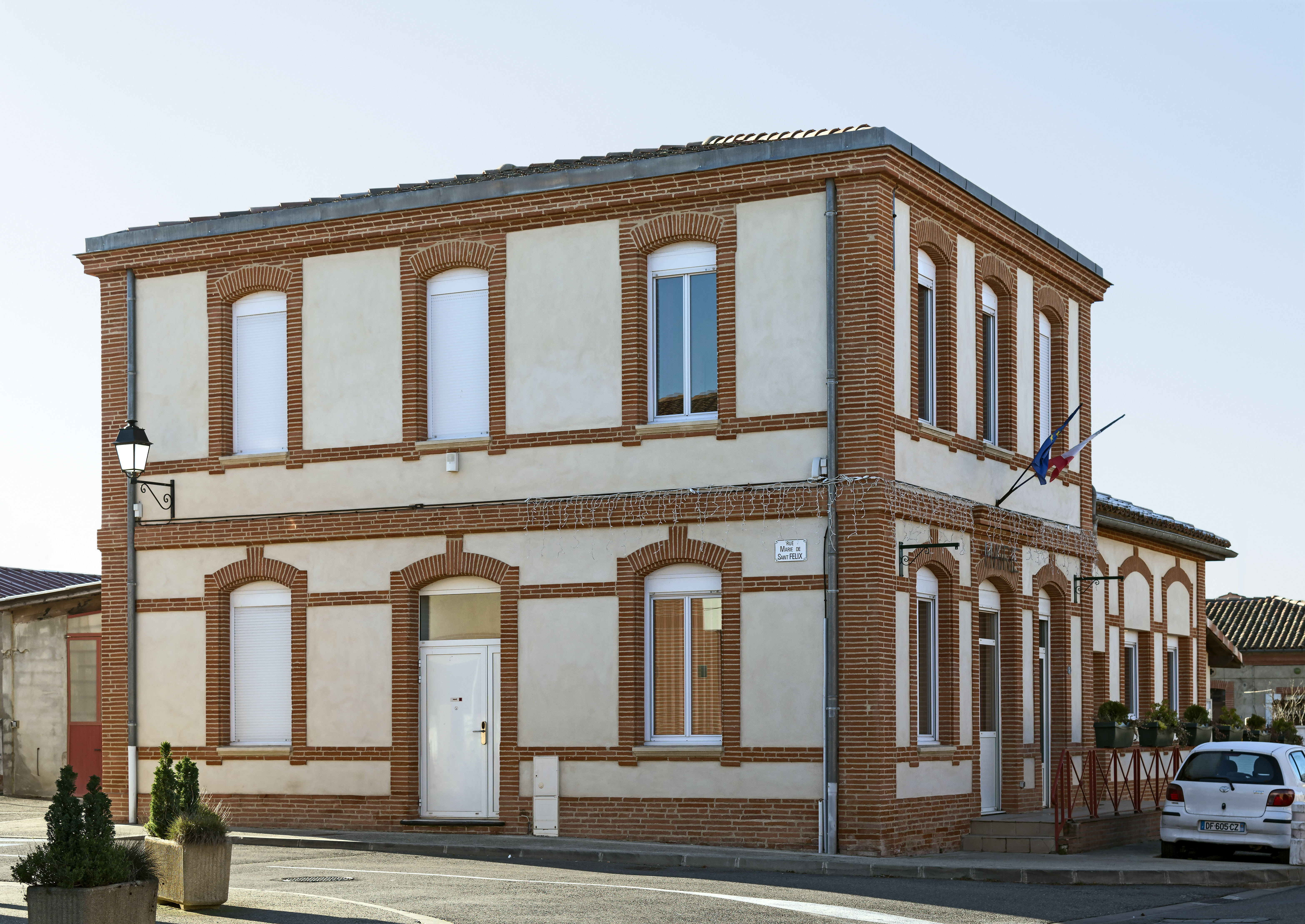
Ratusz.
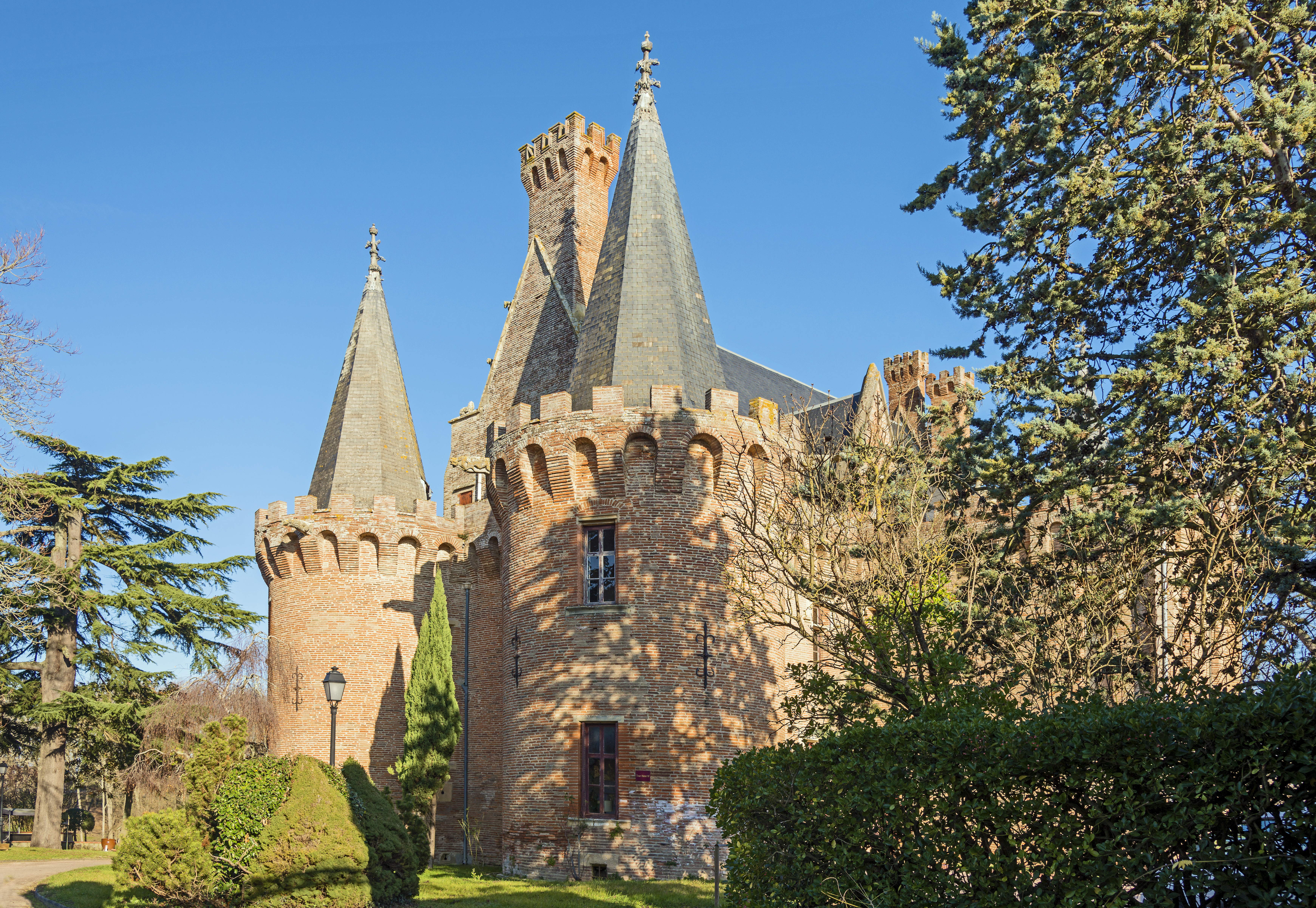
Zamek.
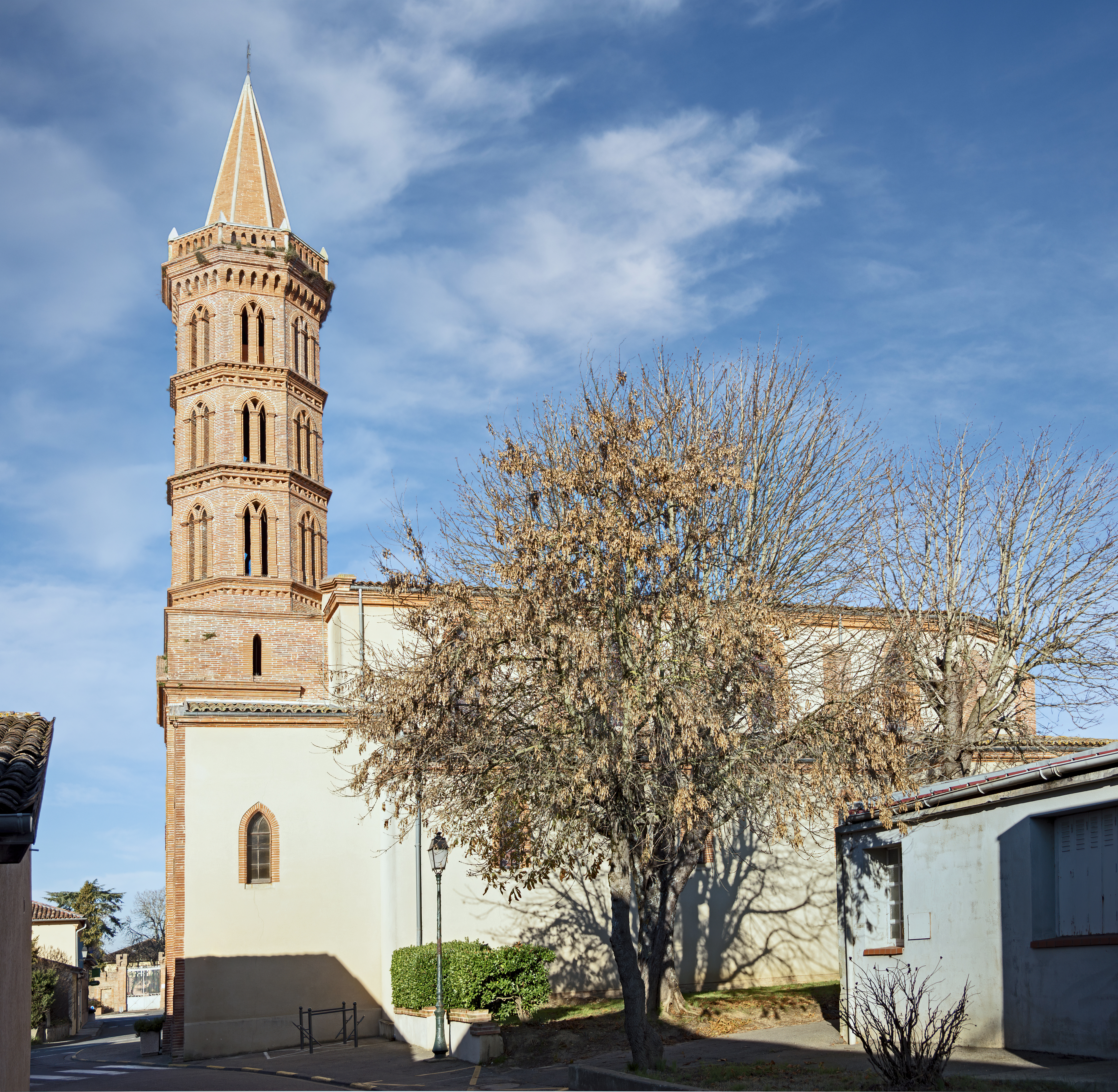
Kościół Saint-Orens
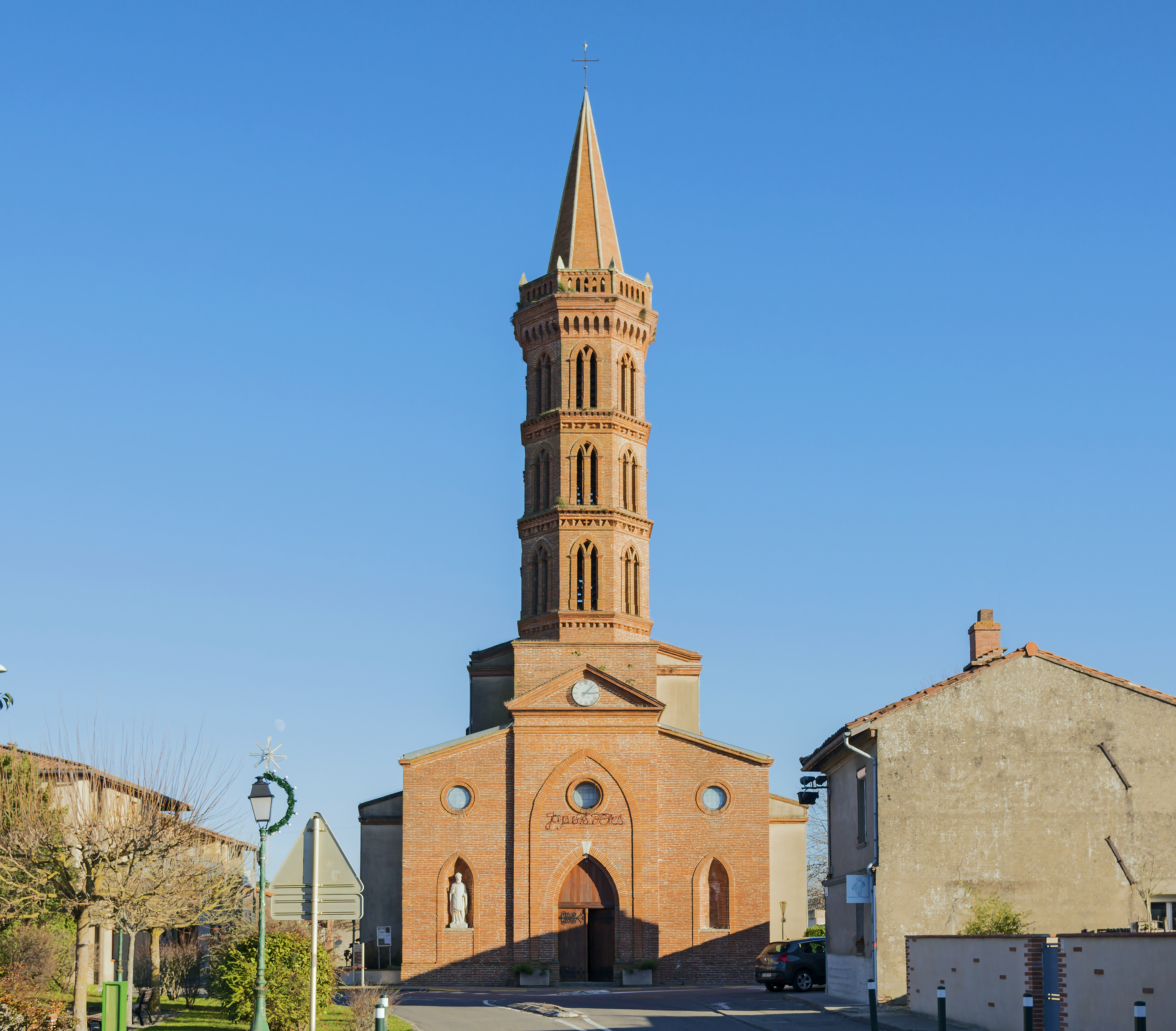
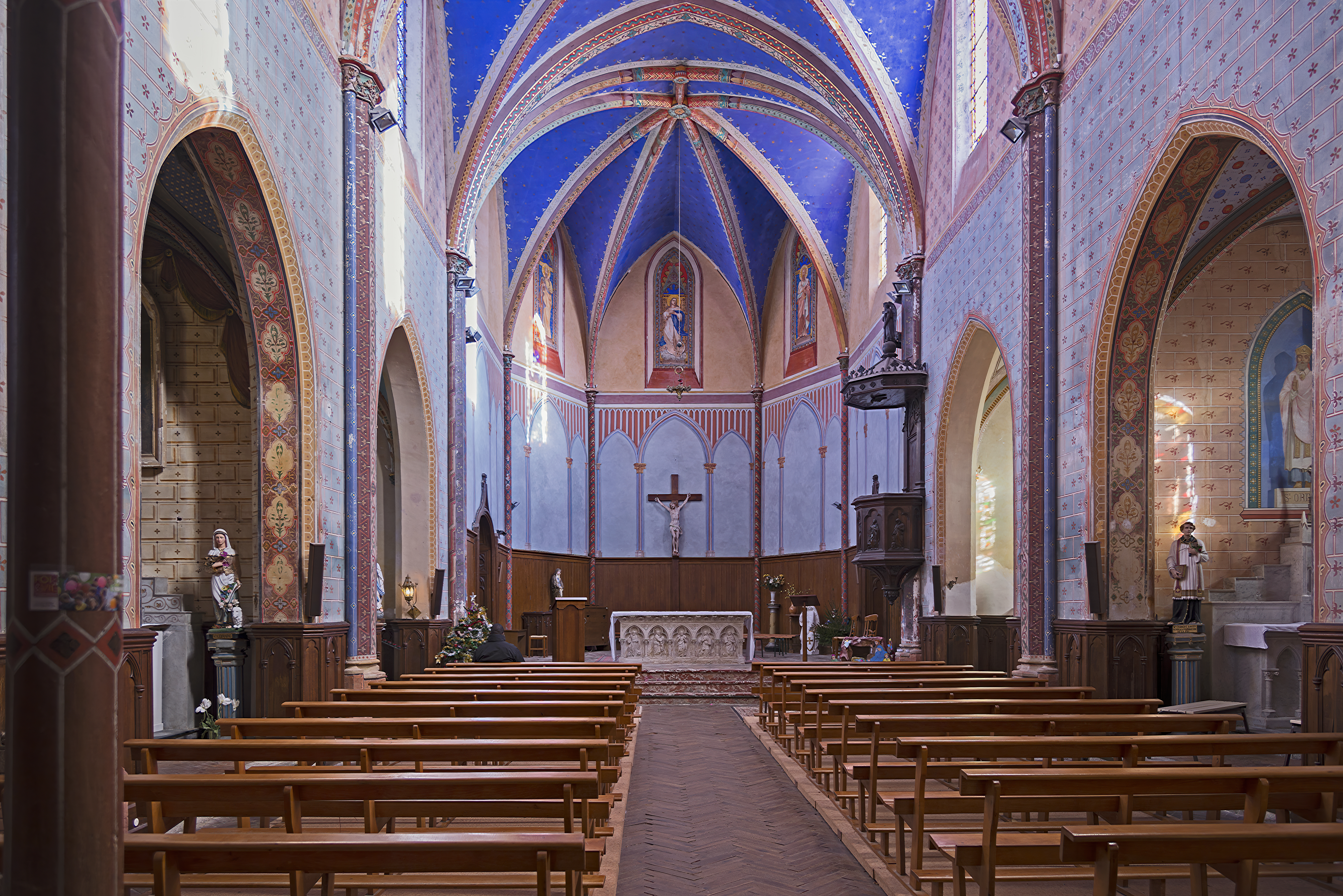
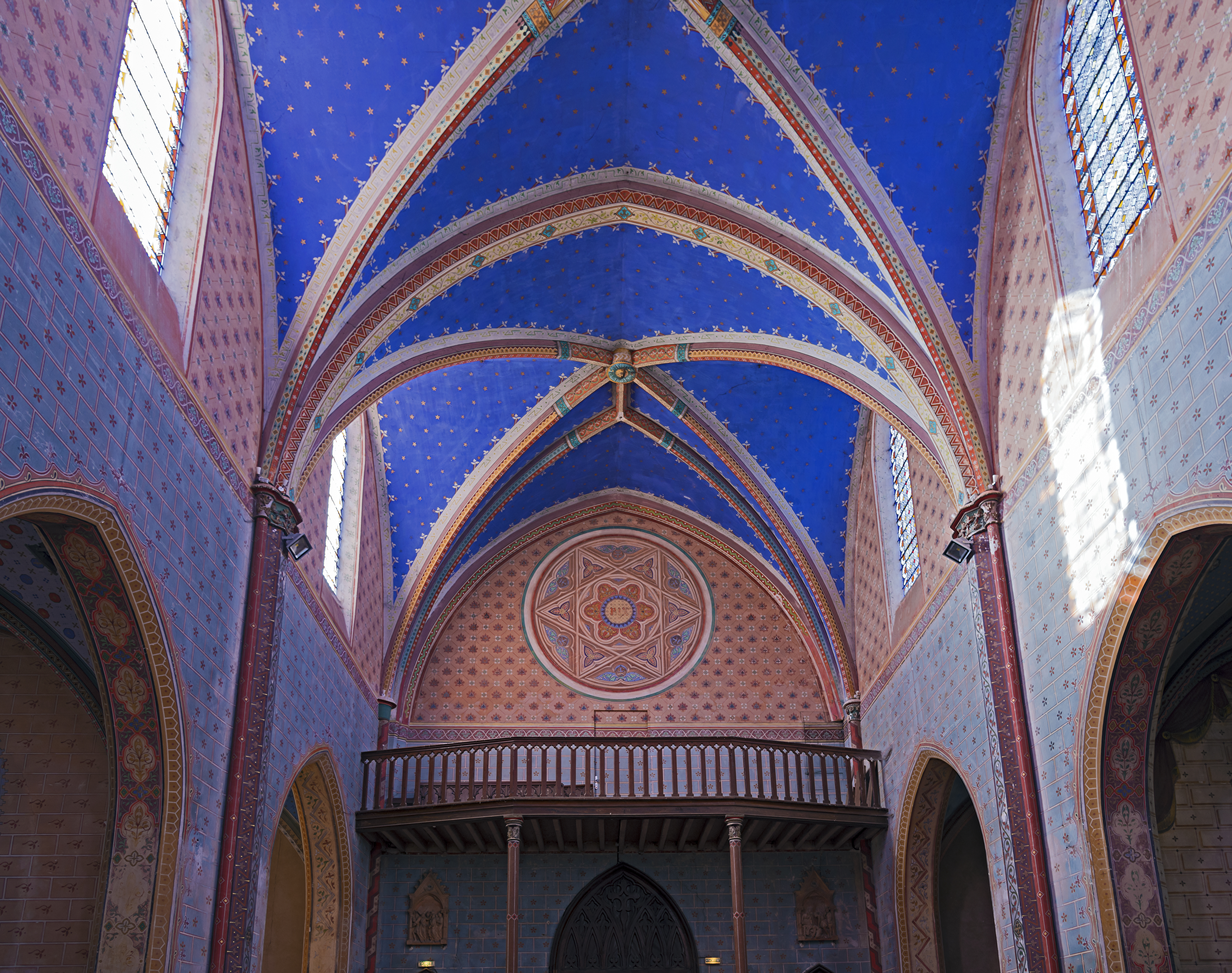